# Elsebeth Kock-Petersen
Elsebeth Kock-Petersen, född Larsen, numera Larsen, född 15 januari 1949 i Köpenhamn, är en dansk jurist, politiker (Venstre) och f.d. minister. Hon utsågs 1984 till kommendör av Dannebrogsorden.
Elsebeth Kock-Petersen var en betydande politiker i Danmark under 1980-talet. Hon innehade flera ministerposter och var under en lång tid också en framträdande profil inom Venstre, då hon bland annat satt i partistyrelsen och var kandidat till posten som partiets vice ordförande. Kock-Petersen har dock även varit föremål för mycket kritik, speciellt som kyrkominister, för sina konflikter med biskopen för Köpenhamns Stift, Ole Bertelsen. 

## Uppväxt och tidig karriär
Elsebeth Kock-Petersen föddes i Köpenhamn 1949. Hennes far, Ejnar Larsen, var präst i Brorsons Kirke i stadsdelen Nørrebro och hennes mor, Anna Maria Elkjær Larsen, var hemmafru. Efter studentexamen vid Nørre gymnasium 1967 började hon läsa juridik vid Köpenhamns universitet. Hon tog sin kandidatexamen 1973 och blev anställd som sekreterare för löne- och utbildningsavdelningen i Kommunernes Landsforening (KL). Hon var samtidigt söndagsskolelärare vid Brorsons Kirke och med tiden blev hon medlem av Nørrebros Lokalråd och Köpenhamns kommuns rådgivande sutskott. Efter sex år på KL bytte hon arbetsplats till det danska Utrikesministeriets avdelning för mänskliga rättigheter 1979.
Redan som 15-åring inledde Kock-Petersen sitt politiska engagemang då hon gick med i Venstres Ungdom (VU). Hon var styrelseledamot i förbundets lokala avdelning i Köpenhamn-Frederiksberg 1965-1970. Under tiden som juridikstuderande ställde hon upp som kandidat till Folketinget för Venstre 1971. Hon blev vald 1975 i samband med att Venstre, under ledning av Poul Hartling, tillskansade sig en stor valseger, dock utan att lyckas erövra regeringsmakten ytterligare en mandatperiod. Hon blev därmed medlem av Folketingets äktenskapsutskott, som 1977 offentliggjorde ett betänkande om ändringar i de danska äktenskapslagarna. Kock-Petersens mandatperiod i Folketinget blev dock kortvarig då hon förlorade sin plats i valet 1977. 
I samband med att Kock-Petersen anställdes vid Utrikesministeriet blev hon invald till Venstres partistyrelse. Hon blev därmed en ännu mer framstående person inom partiet, och hon hade sedan tidigare innehaft den framträdande posten som ordförande för partiets lönemottagarutskott. Hon var även, tillsammans med Bertel Haarder och sedan Anders Fogh Rasmussen, kandidat till att efterträda Hanne Severinsen som vice ordförande för Venstre 1985. Hon förlorade dock valet och Anders Fogh Rasmussen fick tillträda posten. Kock-Petersen ansågs tillhöra den progressivt liberala falangen inom partiet, bl.a. för sin ståndpunkt om att sprida äganderätten.

## Minister 1982-1986 och 1988-1989

### Kyrkominister
När den borgerliga fyrpartiregeringen under ledning av Poul Schlüter tillträdde 1982, utsågs Elsebeth Kock-Petersen till landets nya kyrkominister. Hon var då den yngsta av alla de nya ministrarna. Som kyrkominister fick hon "ärva" korrespondensen mellan kyrkoministeriet och Scientologerna från sina föregångare. Scientologerna hade länge försökt att få vigselrätt av kyrkoministeriet, och Kock-Petersen kunde sedan räkna sig till den skara av kyrkoministrar som givit avslag på scientologernas ansökningar. Hennes mandatperiod på denna post kom dock att karaktäriseras av striden mellan henne och den dåvarande biskopen för Köpenhamns stift, Ole Bertelsen, som fick smeknamnet "den røde biskop". Denna konflikt kom att kallas "striden i Lundehus Sogn", och grundade sig i att en präst i Bertelsens stift under en julgudstjänst hade riktat kritiska uttalanden mot USA. Kock-Petersen rekvirerade prästens manuskript till genomsyn i kyrkoministeriet och krävde att Bertelsen tillrättavisade prästen, vilket han vägrade och menade att det inte angick staten i vad en präst förkunnade. Kock-Petersen uttalade även i radio att hon övervägde prästens framtid i prästämbetet. Konflikten slutade dock med att Kock-Petersen fick ge upp striden.
Bland Kock-Petersens kyrkopolitiska reformer hörde ett kontroversiellt regelverk, som innebar att Danmarks Statistik kunde utkräva av Folkekirkens präster runt om i Danmark att ge upplysningar om antalet gudstjänstbesökare i varje kyrka. Om de inte förde någon räkenskap över det exakta antalet gudstjänstbesökare så ombads de att ge en uppskattad eller ungefärlig siffra. Samma år antog Folketinget hennes förslag till en ändring av lagen om kyrkoråd (da: Menighedsråd), då reglerna för kyrkorådsval hade överförts till en särskild lag 1983 och de resterande bestämmelserna samlades till en ny kyrkorådslag. Denna nya lag innebar även en bättre överskådlighet och ett styrkande av kyrkorådens självständighet. Exempelvis blev rätten att besluta om upprättandet gemensamma kyrkoråd, bestående av flera socknar eller kyrkodistrikt, överfört från biskoparna till kyrkoråden. Även kyrkoministerns makt över tilldelning av pengabelopp till kyrkoråden begränsades genom en gräns för hur mycket pengar ett kyrkoråd kunde tilldelas av denne. Inte heller kunde kyrkoministern längre fastsätta några regler om till vilka ändamål som kyrkoråden skulle använda dessa pengar.

### Socialminister 1984-1986
Efter två år som kyrkominister genomfördes en ommöblering i regeringen och Kock-Petersen efterträddes av partikollegan Mette Madsen. Kock-Petersen utsågs istället till socialminister och hon lade då fram lagförslaget om delpension, som antogs i folketinget. 1984 införde hon en försöksordning för en rad kommuner som innebar att personer som tillfälligt inte hade råd med sin egen eller sin familjs försörjning fick ekonomisk hjälp. Denna hjälp bestod av en grundersättning på 2 486 danska kronor (dubbelt belopp för gifta par, och 1 342 till 1 610 kr till unga under 23 år utan försörjningsplikt för barn eller maka/make), bostadsbidrag och barnbidrag, som var ämnade att täcka alla kostnaderna för en persons eller en familjs dagliga uppehälle. Den samlade ekonomiska hjälpen kunde som högst motsvara den levnadsstandard som de drabbade åtnjöt innan de fick ekonomiska svårigheter. Denna försöksordning var en föregångare till de kommande lagarna om ekonomiskt bistånd.
1985 lade hon även fram den första egentliga redogörelsen om handikappade människors levnadsförhållanden i Danmark, som behandlades i Folketinget. Det innebar bland annat att handikappade människors förhållanden skulle normaliseras och att samhällets ansvar också skulle täcka de handikappades behov. Bland andra viktiga förändringar kan nämnas att Kock-Petersen utfärdade en redogörelse av verksamhetsordning till amternas klagonämnder. Det innebar bl.a. att dessa nämnder skulle utreda klagomål vid beslut om bostadsbidrag och lån genom opartiskhet och ta beslut utifrån personliga möten, utredning av sociala och medicinska förhållanden, samt genom omröstning vid beslutsfattande. Hon genomförde även en effektivisering av klagonämnderna för att korta ned behandlingstiderna.
Vidare ingick Kock-Petersen på uppdrag av den danska regeringen en överenskommelse med den kanadensiske ministern för nationell hälsa och välfärd, Jake Epp. Överenskommelsen gällde de båda ländernas regler för socialförsäkringar och definierade huruvida danska- respektive kanadensiska medborgare, bosatta i kontraherande länder, under vissa förutsättningar hade rätt till ersättningar utefter dansk- eller kanadensisk lagstiftning.
Kock-Petersen blev under 1980-talet inblandad i den omfattande debatten om rökning. Vid denna tid rådde det delade meningar om hur pass hälsoskadlig passiv rökning var för dem som inte rökte. Hon anslöt sig till dem som ansåg att passiv rökning var förbunden med vissa hälsorisker, men hon var tveksam till hur omfattande dessa kunde vara:
| ” | Det är nog så svårt att vetenskapligt kunna sätta konkreta tal på vilka effekterna är, men det kan helt klart vara en stor belastning. Till exempel råder det inga tvivel vad gäller folk med astma samt att andras rökning på det hela taget i det minsta kan vara mycket generande råder det heller inga tvivel om. | „ |

Kock-Petersens tid som socialminister blev inte heller den särskilt långvarig, vilket berodde på en ommöblering av Schlüters regering 1986. Hon erbjöds att efterträda Centrum-Demokraten Niels Bollman som bostadsminister, men hon tackade nej eftersom bostadsfrågorna inte intresserade henne. Vid valet till Folketinget 1987 gjorde Venstre ett dåligt val (10,5 % av rösterna), vilket fick flera politiker inom partiet att ifrågasätta om Venstre fortsatt skulle vara en del av en regering. Kock-Petersen var en av dem och sa: "Om vi fortsätter med att få örfilar och bli jordade både utåt och inåt, så måste vi fråga oss själva vad det är vi får ut av att sitta i en regering." Under perioden 1986-1988 var hon Venstres rättspolitiska ordförande och satt i Folketingets justitieutskott.

### Hälsominister 1988-1989
Kock-Petersen återvände till regeringen 1988, nu som hälsominister. Vid sitt tillträdande satte hon stopp för det då pågående arbetet med att minska departementets ansvarsområde till förmån för fackliga styrelser. Hon kom även att få ta hand om efterdyningarna från föregångarna Britta Schall Holberg och Agnete Laustsens mandatperioder, som kännetecknades av skandaler inom sjukvården kring användning av AIDS-infekterat blod. Kock-Petersen krävde utredningar av ledande ämbetsmän inom sjukvården som ljugit om användningen av det AIDS-infekterade blodet. Hon bad även polisen att utreda ett läkemedelsföretag för att ha bearbetat infekterat blod, efter att en dom fastslog att ämbetsmän inom sjukvården medvetet hade vilselett Agnete Laustsen genom att förneka användningen av blod som ej kontrollerats för sjukdomar.
Det var Kock-Petersen som 1989 lade fram förslaget till en ny hälsolagstiftning. Denna lag skulle binda ihop, förenkla och ersätta nio tidigare separata lagar inom den tidigare hälsolagstiftningen. I stort sett utgick förslaget ut på ett tätare samarbete mellan de offentliga myndigheterna, privata organisationer och hälsovården på lokal nivå. Däremot stötte detta förslag på hårt motstånd i Folketinget, och framsattes inte förrän i januari 1990 av Kock-Petersens efterträdare, partikollegan Ester Larsen. Kock-Petersen var även en av de elva ministrar som utformade den borgerliga regeringens "förebyggande program", det första av sitt slag i Danmark. Den utgjorde mål rörande bland annat längre livstid, högre livskvalitet och social likhet inom hälsoområdet. Man fasthöll dock individens valfrihet och ansvar att göra ett val. I samband med detta skrev Kock-Petersen i ett pressmeddelande:
| ” | Man kan kanske bli en sundare människa av att äta morötter, men inte nödvändigtvis en bättre människa | „ |

Även den alternativa medicinen tog hennes tid i anspråk, och en kontaktnämnd inom Sundhedsstyrelsen rörande alternativa läkemetoder och läkemedel tillsattes. Hon genomförde också förändringar av sjukförsäkringen, liberaliseringar av apoteksväsendet och den s.k. 800 kr-regel-før-tilskud, som innebar att patienterna själva årligen skulle betala 800 kronor för sina mediciner innan de var berättigade bidrag från staten. 1989 lade hon fram ett förslag till behandling i Folketinget. Förslaget gick ut på att det skulle ske en viss decentralisering och modernisering i bedömningen av ansökares duglighet till anställning som överläkare. Behandlingen av ansökningarna hade dittills behandlats centralt och med en ny lag önskade man att låta de lokala myndigheterna ta över stora delar av ansvaret för dessa. Förslaget gick igenom och blev en del av lagstiftningen 1990.
Kock-Petersen kom att väcka uppmärksamhet när facktidningen Ingeniøren publicerade siffror från Levnedsmiddelstyrelsen som visade att fisk från kusterna kring Bornholm innehöll halter av dioxiner. Hon hade förbjudit styrelsen att publicera siffrorna, eftersom hon ansåg att man inte kunde offentliggöra siffror som inte representerade fisk som fångats på andra ställen.
Det riktades också kritik mot Kock-Petersen från ingenjörer och läkare. Det rörde sig bl.a. om de besparingar som gjordes inom hälsoområdet, som därmed innefattade en nedläggning av en nämnd för medicinsk teknologivärdering (MTV). Nämnden hade till uppgift att utreda vilken medicinsk apparatur som det skulle satsas på inom vården för att göra denna mer effektiv och ekonomiskt gångbar, samtidigt som största möjliga antal patienter skulle kunna behandlas och diagnostiseras. Kritik riktades även mot det man såg som bristande handlingskraft från ministeriets sida samt politikers ovilja att ta kontroversiella beslut. Hälsoministeriets avveckling av MTV togs även upp i Folketinget av bland andra Socialistisk Folkepartis hälsopolitiska ordförande, Birgitte Husmark, som instämde i den kritik som riktades mot Hälsoministeriet av ingenjörer och läkare. Hon kritiserade Kock-Petersen för brister i ansvarstagande och för att undvika aktiva och avgörande val inom hälsopolitiken. Kock-Petersen gav inget gensvar på någon av de punkter som hon kritiserades för.
Kock-Petersen var bara hälsominister i 20 månader, fram till 1989, då hon avgick för att kunna tillbringa sin tid med sina två små barn. Hon behöll dock sin plats i Folketinget fram till 1990, och var då medlem av bostadsutskottet.

## 1990 och framåt
Efter sin avgång som hälsominister flyttade hon med sin familj till Jyderup på nordvästra Själland. 1993 fick äktenskapet med maken, advokat Nils Kock-Petersen, ett slut och Elsebeth Kock-Petersen lämnade honom och tog deras två barn med sig. De flyttade i hemlighet till en, fram till 1995, okänd plats innan exmaken genom en rättslig dom fick upplysning om hennes adress i Bedford, norr om London. Därefter inleddes en rättslig uppgörelse inom det brittiska rättsväsendet mellan parterna rörande ex-mannens umgängesrätt med sina barn, men fallet lades ned efter ett antal år. Genom att flytta till ett annat EU-land kunde man, fram till och med år 1998, förhindra att ex-partnern fick juridisk rätt till att träffa sina barn. Elsebeth Kock-Petersen har sedan skilsmässan hållit sig undan från offentligheten. Hon går numera under efternamnet Larsen.
Enligt siffror från den danska statens arbetsgivarorganisation, Personalestyrelsen, har Kock-Petersen fått 16 202 danska kronor i månaden sedan april 1984 i ministerpension. Vid hennes pensionsålder (65 år) kommer hon således att ha samlat ihop 5 411 468 danska kronor i ministerpension.